# Cokół

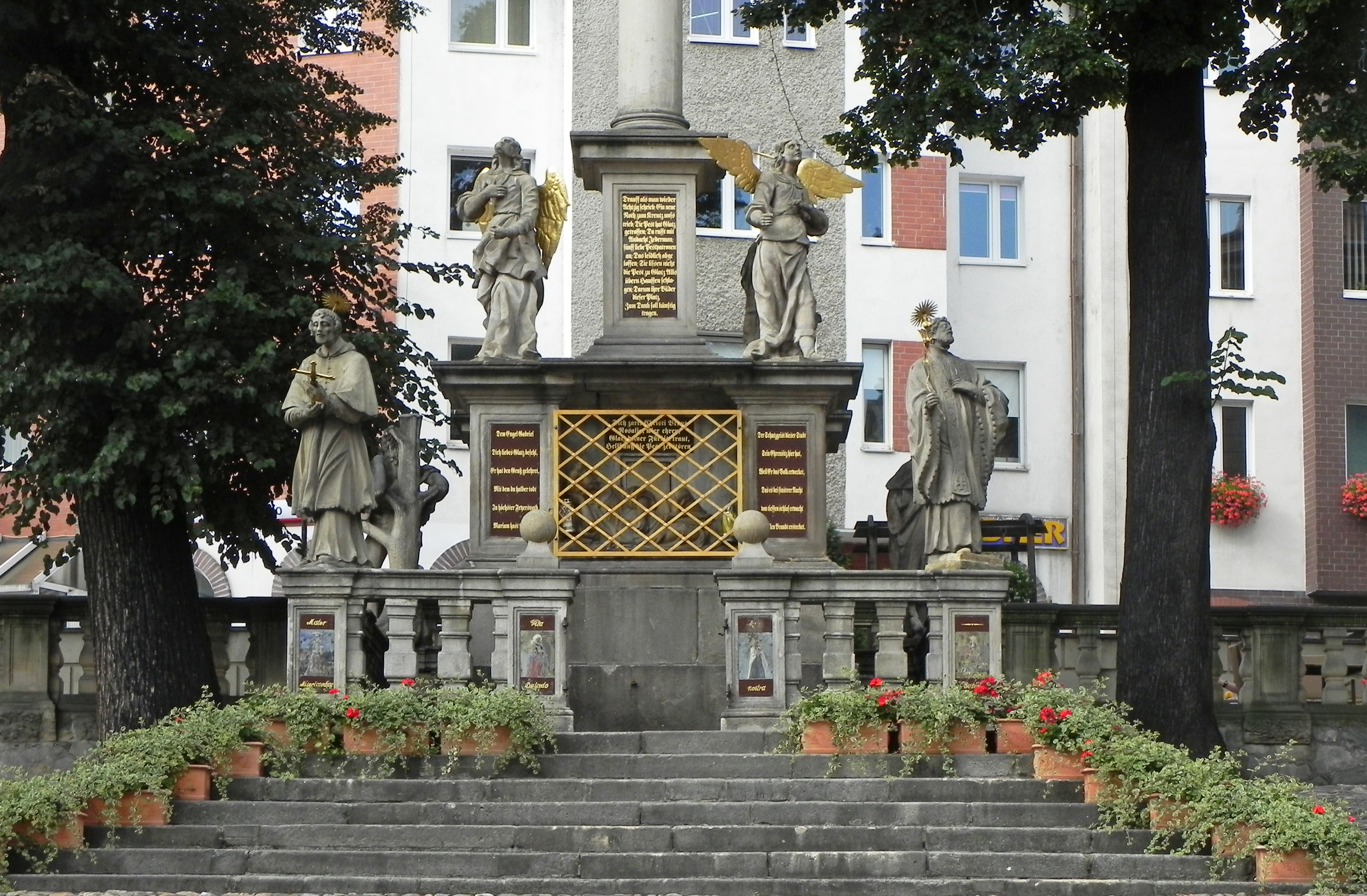
Cokół kolumny maryjnej w Kłodzku

Cokół – określenie kilku różnych elementów budowlanych.
1. Najniższa nadziemna część budowli lub jej części (np. kolumny, filaru). Pełni on dwie funkcje:
  1. konstrukcyjną (jest wzmocnioną częścią budowli, na której opiera się jej ciężar)
  2. ozdobną (najczęściej wysuwa się go wtedy nieco przed płaszczyznę murów, oddzielając gzymsem cokołowym lub też buduje z innego materiału, np. ciosów kamiennych).  Cokół jest stosowany w architekturze od czasów rzymskich, tracąc stopniowo znaczenie konstrukcyjne i stając się elementem wyłącznie dekoracyjnym, szczególnie ważnym od renesansu, zwłaszcza w odniesieniu do pałaców.
2. Podstawa, postument (baza), na którym umieszczane są rzeźby lub inne dzieła sztuki. Cokołem określa się również podmurówkę ogrodzenia.
3. Zwyczajowe określenie listwy przypodłogowej.